# Società Sportiva Chieti Calcio 2011-2012
Questa pagina raccoglie le informazioni riguardanti la Società Sportiva Chieti Calcio nelle competizioni ufficiali della stagione 2011-2012.

## Rosa
| N. |                      | Ruolo | Calciatore              |
| -- | -------------------- | ----- | ----------------------- |
|    | Argentina (bandiera) | A     | Jonathan Alessandro     |
|    | Italia (bandiera)    | C     | Stefano Amadio          |
|    | Italia (bandiera)    | A     | Valerio Anastasi        |
|    | Italia (bandiera)    | A     | Riccardo Berardino      |
|    | Italia (bandiera)    | D     | Marco Bigoni            |
|    | Italia (bandiera)    | C     | Michael Cardinali       |
|    | Spagna (bandiera)    | A     | Alberto Ceballo Heredia |
|    | Italia (bandiera)    | C     | Adelio Cerbone          |
|    | Italia (bandiera)    | C     | Lorenzo Del Pinto       |
|    | Italia (bandiera)    | P     | Fabrizio D'Ettore       |
|    | Italia (bandiera)    | C     | Giovanni Di Noia        |
|    | Italia (bandiera)    | P     | Ivano Feola             |
|    | Italia (bandiera)    | C     | Nicola Fiore            |
|    | Italia (bandiera)    | C     | Antonio Gammone         |

| N. |                    | Ruolo | Calciatore           |
| -- | ------------------ | ----- | -------------------- |
|    | Italia (bandiera)  | D     | Giammaria Gialloreto |
|    | Italia (bandiera)  | A     | Giuseppe Lacarra     |
|    | Italia (bandiera)  | D     | Emanuele Malerba     |
|    | Italia (bandiera)  | D     | Marco Migliorini     |
|    | Italia (bandiera)  | C     | Jordan Pedrocchi     |
|    | Italia (bandiera)  | D     | Alfonso Pepe         |
|    | Italia (bandiera)  | P     | Filippo Perucchini   |
|    | Italia (bandiera)  | D     | Lorenzo Petroni      |
|    | Italia (bandiera)  | A     | Alessio Rosa         |
|    | Italia (bandiera)  | C     | Alessandro Rossi     |
|    | Uruguay (bandiera) | A     | Jonathan Sabbatini   |
|    | Italia (bandiera)  | A     | Daniele Sciarra      |
|    | Italia (bandiera)  | D     | Antonio Serpico      |
|    | Italia (bandiera)  | C     | Graziano Villa       |